# Internationale Filmfestspiele von Cannes 2015
Die 68. Internationalen Filmfestspiele von Cannes fanden vom 13. bis zum 24. Mai 2015 statt. Die Präsidenten der Wettbewerbs-Jury waren Ethan und Joel Coen. Der französische Schauspieler Lambert Wilson war nach 2014 erneut Gastgeber der Eröffnungs- und Abschlusszeremonie. Als Eröffnungsfilm des Festivals wurde La tête haute von Emmanuelle Bercot außer Konkurrenz gezeigt.

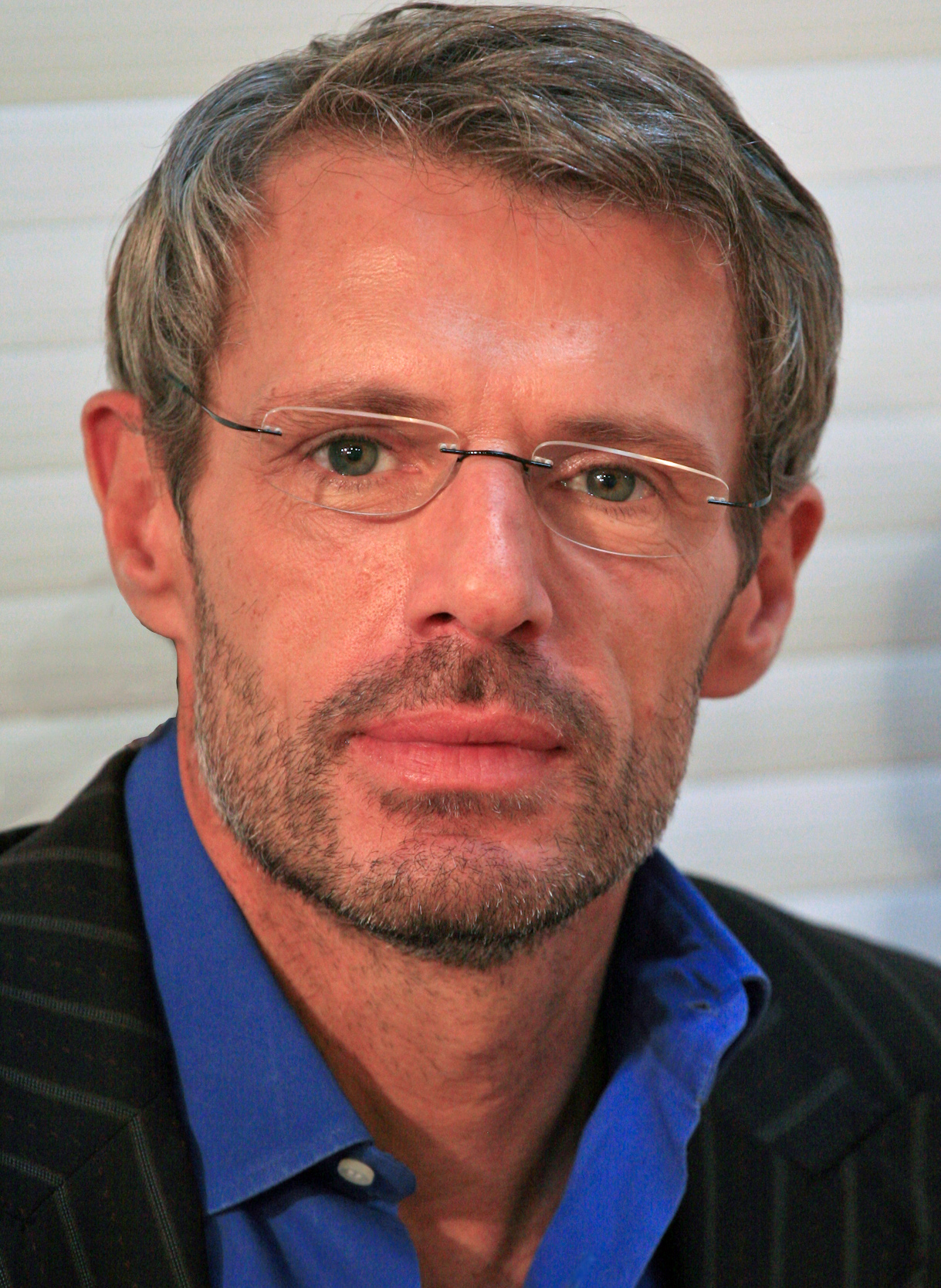
Lambert Wilson, Moderator der Eröffnungszeremonie und abschließenden Preisverleihung

## Festivalplakat
Das Festivalplakat zeigt die schwedische Schauspielerin Ingrid Bergman auf einem Foto von David Seymour. Bergman war 1973 auch Jury-Präsidentin gewesen. Im Rahmen der Sektion „Cannes Classics“ war der schwedische Dokumentarfilm Ingrid Bergman: In Her Own Words zu sehen.

## Offizielle Auswahl

### Internationaler Wettbewerb

#### Wettbewerbsjury

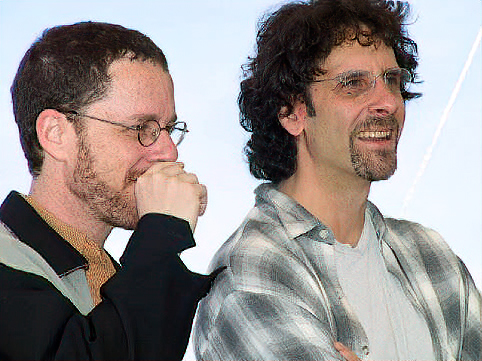
Joel und Ethan Coen, Jury-Präsidenten

Als Nachfolger der letztjährigen Jurypräsidenten Jane Campion wurde Mitte Januar 2015 das Filmemacherduo Ethan und Joel Coen vorgestellt. Es war das erste Mal, dass zwei Personen den Juryvorsitz haben. Beide waren mehrfach für die Goldene Palme nominiert worden: im Jahr 2004 für Ladykillers, 2007 für No Country for Old Men sowie 2013 für Inside Llewyn Davis. Inside Llewyn Davis wurde 2013 mit dem Großen Preis der Jury ausgezeichnet.
Den Jurypräsidenten standen mehrere Jurymitglieder zur Seite:
- Rossy de Palma, spanische Schauspielerin
- Guillermo del Toro, mexikanischer Regisseur, Szenarist und Produzent
- Xavier Dolan, kanadischer Filmemacher
- Jake Gyllenhaal, US-amerikanischer Schauspieler
- Sophie Marceau, französische Schauspielerin
- Sienna Miller, britische Schauspielerin
- Rokia Traoré, Autorin und Komponistin aus Mali

#### Konkurrenten um die Goldene Palme
Eine Übersicht über die 19 Spielfilmproduktionen, die um die Goldene Palme konkurrierten.
| Film                                                 | Regie             | Land                   | Darsteller (Auswahl)                                                  |
| ---------------------------------------------------- | ----------------- | ---------------------- | --------------------------------------------------------------------- |
| Dämonen und Wunder (Dheepan)                         | Jacques Audiard   | Frankreich             | Antonythasan Jesuthasan, Vincent Rottiers, Marc Zinga                 |
| Der Wert des Menschen (La loi du marché)             | Stéphane Brizé    | Frankreich             | Vincent Lindon, Xavier Mathieu                                        |
| Marguerite et Julien                                 | Valérie Donzelli  | Frankreich             | Jérémie Elkaïm, Anaïs Demoustier, Frédéric Pierrot, Geraldine Chaplin |
| Chronic                                              | Michel Franco     | Vereinigte Staaten     | Tim Roth, Bitsie Tulloch, David Dastmalchian                          |
| Das Märchen der Märchen (Il racconto dei racconti)   | Matteo Garrone    | Italien                | Salma Hayek, John C. Reilly, Vincent Cassel                           |
| Carol                                                | Todd Haynes       | Vereinigte Staaten     | Cate Blanchett, Rooney Mara, Sarah Paulson, Kyle Chandler             |
| Nie Yinniang (聶隱娘 / The Assassin)                 | Hou Hsiao-Hsien   | Taiwan                 | Shu Qi, Chang Chen, Satoshi Tsumabuki                                 |
| Shan He Gu Ren (山河故人 / Mountains May Depart)     | Jia Zhangke       | Volksrepublik China    | Zhao Tao                                                              |
| Unsere kleine Schwester (海街diary / Umimachi Diary) | Hirokazu Koreeda  | Japan                  | Haruka Ayase, Masami Nagasawa, Kaho, Suzu Hirose                      |
| Macbeth                                              | Justin Kurzel     | Vereinigtes Königreich | Michael Fassbender, Marion Cotillard                                  |
| The Lobster (Ο Αστακός)                              | Yorgos Lanthimos  | Griechenland           | Colin Farrell, Rachel Weisz, Léa Seydoux, Ben Whishaw, John C. Reilly |
| Mein ein, mein alles (Mon roi)                       | Maïwenn           | Frankreich             | Vincent Cassel, Emmanuelle Bercot, Louis Garrel, Isild Le Besco       |
| Mia Madre                                            | Nanni Moretti     | Italien                | Margherita Buy, John Turturro, Nanni Moretti                          |
| Saul fia                                             | László Nemes      | Ungarn                 | Géza Röhrig, Levente Molnár, Urs Rechn                                |
| Valley of Love – Tal der Liebe (Valley of Love)      | Guillaume Nicloux | Frankreich             | Gérard Depardieu, Isabelle Huppert                                    |
| Ewige Jugend (Youth)                                 | Paolo Sorrentino  | Italien                | Michael Caine, Harvey Keitel, Jane Fonda, Rachel Weisz, Paul Dano     |
| Louder Than Bombs                                    | Joachim Trier     | Norwegen               | Isabelle Huppert, Jesse Eisenberg, Gabriel Byrne                      |
| The Sea of Trees                                     | Gus Van Sant      | Vereinigte Staaten     | Matthew McConaughey, Ken Watanabe, Naomi Watts                        |
| Sicario                                              | Denis Villeneuve  | Vereinigte Staaten     | Emily Blunt, Benicio Del Toro, Josh Brolin, Jon Bernthal              |

#### Außer Konkurrenz und Sonderaufführungen
Als erster Film im Wettbewerb wurde Mad Max: Fury Road von George Miller außer Konkurrenz bekanntgegeben. Außer Konkurrenz wurden im Rahmen des offiziellen Programms folgende Filme vorgestellt:
- La tête haute – Regie: Emmanuelle Bercot (Eröffnungsfilm der Filmfestspiele)
- Mad Max: Fury Road – Regie: George Miller
- Irrational Man – Regie: Woody Allen
- Alles steht Kopf (Inside Out) – Regie: Pete Docter, Ronaldo del Carmen
- Der kleine Prinz (Le petit prince) – Regie: Mark Osborne
- Zwischen Himmel und Eis (La glace et le ciel) – Regie: Luc Jacquet (Schlussfilm der Filmfestspiele)

Mitternachtsaufführungen („Séances de minuit“)
- Office/오피스 – Regie: Hong Won-chan
- Amy – Regie: Asif Kapadia
- Love – Regie: Gaspar Noé

Sonderaufführungen („Séances Spéciales“)
- Asphalte – Regie: Samuel Benchetrit
- Oka – Regie: Souleymane Cissé
- Une histoire de fou – Regie: Robert Guédiguian
- Enragés – Regie: Eric Hannezo
- Hayored lema’ala / היורד למעלה  – Regie: Elad Keidan
- Eine Geschichte von Liebe und Finsternis (Sipur al ahava ve choshech ) – Regie: Natalie Portman
- Amnesia – Regie: Barbet Schroeder
- Panama – Regie: Pavle Vuckovic

### Un Certain Regard
In der Reihe Un Certain Regard (deutsch „Ein gewisser Blick“) werden vornehmlich Werke von weniger bekannten Filmemachern gezeigt, die mit einem mit 30.000 Euro dotierten Preis ausgezeichnet werden. Die Jury stand 2015 unter der Leitung der italienischen Schauspielerin Isabella Rossellini. Weitere Jurymitglieder waren die saudi-arabische Regisseurin Haifaa al-Mansour, die libanesische Regisseurin Nadine Labaki, der griechische Regisseur Pános H. Koútras und der französische Schauspieler Tahar Rahim.
Das Programm der Reihe umfasst 19 Filme. Eröffnungsfilm der Reihe war der japanische Beitrag Kirschblüten und rote Bohnen (あん, An) von Naomi Kawase.
| Film                                                 | Regie                     | Land               |
| ---------------------------------------------------- | ------------------------- | ------------------ |
| Masaan (Fly Away Solo)                               | Neeraj Ghaywan            | Indien             |
| Sture Böcke (Hrùtar)                                 | Grímur Hákonarson         | Island             |
| Kirschblüten und rote Bohnen (あん, An)              | Naomi Kawase              | Japan              |
| Kishibe no tabi (Journey to the Shore / 岸辺の旅)    | Kiyoshi Kurosawa          | Japan              |
| Je suis un soldat                                    | Laurent Larivière         | Frankreich         |
| Zvizdan                                              | Dalibor Matanić           | Kroatien           |
| Taklub                                               | Brillante Mendoza         | Philippinen        |
| The Other Side                                       | Roberto Minervini         | Vereinigte Staaten |
| Un etaj mai jos                                      | Radu Muntean              | Rumänien           |
| Mu-Roe-Han (무뢰한 / The Shameless)                  | Oh Seung-Uk               | Südkorea           |
| Las elegidas                                         | David Pablos              | Mexiko             |
| Nahid (ناهید)                                        | Ida Pananandeh            | Iran               |
| Der Schatz (Comoara)                                 | Corneliu Porumboiu        | Rumänien           |
| Alias María                                          | José Luis Rugeles Gracia  | Kolumbien          |
| Chauthi Koot                                         | Gurvinder Singh           | Indien             |
| Madonna (마돈나)                                     | Shin Su-Won               | Südkorea           |
| Cemetery of Splendour (รักที่ขอนแก่น / Rak Ti Khon Kaen) | Apichatpong Weerasethakul | Thailand           |
| Der Bodyguard – Sein letzter Auftrag (Maryland)      | Alice Winocour            | Frankreich         |
| Ephraim und das Lamm (Lamb)                          | Yared Zeleke              | Äthiopien          |

### Kurzfilmwettbewerb
Der Jury des Kurzfilmwettbewerbs stand der mauretanische Regisseur und Drehbuchautor Abderrahmane Sissako vor. Weitere Jurymitglieder waren die libanesische Regisseurin Joana Hadjithomas, die französische Regisseurin Rebecca Zlotowski, die belgische Schauspielerin Cécile de France und der polnische Schauspieler Daniel Olbrychski. Die Jury hatte über die Vergabe der Goldenen Palme für den Besten Kurzfilm zu entscheiden. In den Wettbewerb wurden neun Filme aufgenommen; insgesamt waren 4.550 Bewerbungen aus über 100 Ländern eingegangen.
| Film                | Regie                    | Land                                     |
| ------------------- | ------------------------ | ---------------------------------------- |
| Moug 98 (موج ٩٨)    | Ely Dagher               | Libanon, Katar                           |
| The Guests          | Shane Danielsen          | Australien                               |
| Salı                | Ziya Demirel             | Türkei, Frankreich                       |
| Le repas dominical  | Céline Devaux            | Frankreich                               |
| Love is Blind       | Dan Hodgson              | Vereinigtes Königreich                   |
| Ave Maria           | Basil Khalil             | Staat Palästina, Frankreich, Deutschland |
| Copain              | Jan Roosens, Raf Roosens | Belgien                                  |
| Patriot             | Eva Riley                | Vereinigtes Königreich                   |
| Presente imperfecto | Iair Said                | Argentinien                              |

### Cinéfondation
Für die 1998 ins Leben gerufene Reihe Cinéfondation werden Kurzfilmarbeiten aus der ganzen Welt ausgewählt, darunter sowohl Animations- als auch Realfilme. Das Programm richtet sich an Filmstudenten. Als Jury fungierte die Kurzfilmjury um Abderrahmane Sissako.
| Film                                            | Regie                                                                         | Hochschule, Land                                                                   |
| ----------------------------------------------- | ----------------------------------------------------------------------------- | ---------------------------------------------------------------------------------- |
| Koshtargah (کشتارگاه)                           | Behzad Azadi                                                                  | Kunsthochschule Teheran, Iran                                                      |
| El ser mágnetico                                | Mateo Bendesky                                                                | Universidad del Cine, Argentinien                                                  |
| Share                                           | Pippa Bianco                                                                  | Directing Workshop for Women (American Film Institute), Vereinigte Staaten         |
| Manoman                                         | Simon Cartwright                                                              | National Film and Television School, Vereinigtes Königreich                        |
| Victor XX                                       | Ian Garrido López                                                             | ESCAC, Spanien                                                                     |
| Woswraschtschenije Erkin (возвращение Эркин)    | Maria Guskowa                                                                 | Wysschije kursy szenaristow i reschissjorow (WKSR), Russland                       |
| Leonardo                                        | Félix Hazeaux, Thomas Nitsche, Edward Noonan, Franck Pina, Raphaëlle Plantier | Supinfocom, Frankreich                                                             |
| Locas perdidas                                  | Ignacio Juricic Merillán                                                      | Universidad de Chile, Chile                                                        |
| Tsunami                                         | Sofie Kampmark                                                                | The Animation Workshop, Dänemark                                                   |
| Retriever                                       | Tomáš Klein, Tomáš Merta                                                      | Film- und Fernsehfakultät der Akademie der Musischen Künste, Tschechische Republik |
| Les chercheurs                                  | Aurélien Peilloux                                                             | La fémis, Frankreich                                                               |
| Abwesend                                        | Eliza Petkova                                                                 | Deutsche Film- und Fernsehakademie Berlin, Deutschland                             |
| Asara Rehovot Mea Etsim (עשרה רחובות, מאה עצים) | Miki Polonski                                                                 | Minshar for Art, Israel                                                            |
| Tschetyrnadzat schagow (Четырнадцать шагов)     | Maksim Shawkin                                                                | Schule des Neuen Kinos Moskau, Russland                                            |
| Anfibio                                         | Héctor Silva Núñez                                                            | Internationale Hochschule für Film und Fernsehen, Kuba                             |
| Ainahan ne palaa                                | Salla Sorri                                                                   | Aalto-Universität, Finnland                                                        |
| Het Paradijs                                    | Laura Vandewynckel                                                            | Erasmushogeschool Brussel, Belgien                                                 |
| Ri guang zhi xia (日光之下)                     | Qiu Yang                                                                      | Universität Melbourne, Australien                                                  |

### Semaine de la critique
Parallel zur Vergabe der Goldenen Palme widmet sich die seit 1962 bestehende Nebensektion Semaine de la critique (bis 2007 Semaine internationale de la critique) der Entdeckung neuer Talente. Ausgerichtet vom Syndicat français de la critique de cinéma konkurrieren ausschließlich Erstlingsfilme oder Zweitwerke junger Regisseure. Der Wettbewerb umfasste in der Vergangenheit stets sieben Spielfilme und sieben Kurzfilmarbeiten, die seit 1990 mit verschiedenen Preisen ausgezeichnet werden. Begleitet wird die „internationale Kritikerwoche“ von Sonderaufführungen zahlreicher Kurzfilme.

#### Langfilme
| Film                   | Regie                      | Land                                                 |
| ---------------------- | -------------------------- | ---------------------------------------------------- |
| Dégradé                | Arab Nasser, Tarzan Nasser | Staat Palästina, Frankreich, Katar                   |
| Krisha                 | Trey Edward Shults         | Vereinigte Staaten                                   |
| Mediterranea           | Jonas Carpignano           | Italien, Frankreich, Vereinigte Staaten, Deutschland |
| Ni le ciel ni la terre | Clément Cogitore           | Frankreich, Belgien                                  |
| Paulina                | Santiago Mitre             | Argentinien, Brasilien, Frankreich                   |
| Sleeping Giant         | Andrew Cividino            | Kanada                                               |
| La tierra y la sombra  | César Augusto Acevedo      | Kolumbien, Frankreich, Niederlande, Chile, Brasilien |

#### Kurzfilme
| Film                               | Regie              | Land               |
| ---------------------------------- | ------------------ | ------------------ |
| Alles wird gut                     | Patrick Vollrath   | Deutschland        |
| Pojkarna (Boys)                    | Isabella Carbonell | Schweden           |
| Command Action                     | João Paulo Miranda | Brasilien          |
| La fin du dragon                   | Marina Diaby       | Frankreich         |
| The Fox Exploits the Tiger’s Might | Lucky Kuswandi     | Indonesien         |
| Jeunesse des loups-garous          | Yann Delattre      | Frankreich         |
| Love Comes Later                   | Sonejuhi Sinha     | Vereinigte Staaten |
| Ramona                             | Andrei Cretulescu  | Rumänien           |
| Too Cool for School                | Kevin Phillips     | Vereinigte Staaten |
| Varicella                          | Fulvio Risuleo     | Italien            |

### Quinzaine des réalisateurs
Die Nebenreihe Quinzaine des Réalisateurs (dt.: „Zwei Wochen der Regisseure“) wurde 1969 in Anlehnung an die ein Jahr zuvor stattgefundenen Maiunruhen ins Leben gerufen und wird von der Société des réalisateurs de films (SRF) organisiert. Gezeigt werden Langfilme (Dokumentar- und Spielfilme) sowie eine Vielzahl an Kurzfilmen aus aller Welt, ohne dass ein Preis vergeben wird. Eröffnungsfilm der Reihe wurde L’ombre des femmes von Philippe Garrel; Abschlussfilm ist Dope von Rick Famuyiwa.

#### Langfilme
| Film                           | Regie                   | Land                              |
| ------------------------------ | ----------------------- | --------------------------------- |
| A Perfect Day                  | Fernando León de Aranoa | Spanien                           |
| Allende, mi Abuelo Allende     | Marcia Tambutti         | Chile, Mexiko                     |
| As 1001 noites                 | Miguel Gomes            | Portugal                          |
| Les cowboys                    | Thomas Bidegain         | Frankreich                        |
| Der Schamane und die Schlange  | Ciro Guerra             | Kolumbien, Venezuela, Argentinien |
| Fatima                         | Philippe Faucon         | Frankreich                        |
| Green Room                     | Jeremy Saulnier         | Vereinigte Staaten                |
| Much Loved                     | Nabil Ayouch            | Marokko, Frankreich               |
| Mustang                        | Deniz Gamze Ergüven     | Frankreich, Deutschland, Türkei   |
| Peace to Us in Our Dreams      | Šarūnas Bartas          | Litauen, Frankreich               |
| Songs My Brothers Taught Me    | Chloé Zhao              | Vereinigte Staaten                |
| Efterskalv                     | Magnus von Horn         | Schweden, Frankreich, Polen       |
| Das brandneue Testament        | Jaco Van Dormael        | Belgien, Frankreich, Luxemburg    |
| Trois souvenirs de ma jeunesse | Arnaud Desplechin       | Frankreich                        |

#### Kurzfilme
| Film                 | Regie                                  | Land                   |
| -------------------- | -------------------------------------- | ---------------------- |
| Bleu tonnerre        | Jean-Marc E. Roy, Philippe David Gagné | Kanada                 |
| Calme ta joie        | Emmanuel Laskar                        | Frankreich             |
| El pasado roto       | Martín Morgenfeld, Sebastián Schjaer   | Argentinien            |
| Kung Fury            | David Sandberg                         | Schweden               |
| Pitchoune            | Reda Kateb                             | Frankreich             |
| Provas, exorcismos   | Susana Nobre                           | Portugal               |
| Pueblo               | Elena López Riera                      | Spanien                |
| Quelques secondes    | Nora El Hourch                         | Frankreich             |
| Quintal              | André Novais Oliveira                  | Brasilien              |
| Rate Me              | Fyzal Boulifa                          | Vereinigtes Königreich |
| The Exquisite Corpus | Peter Tscherkassky                     | Österreich             |

## Caméra d’Or

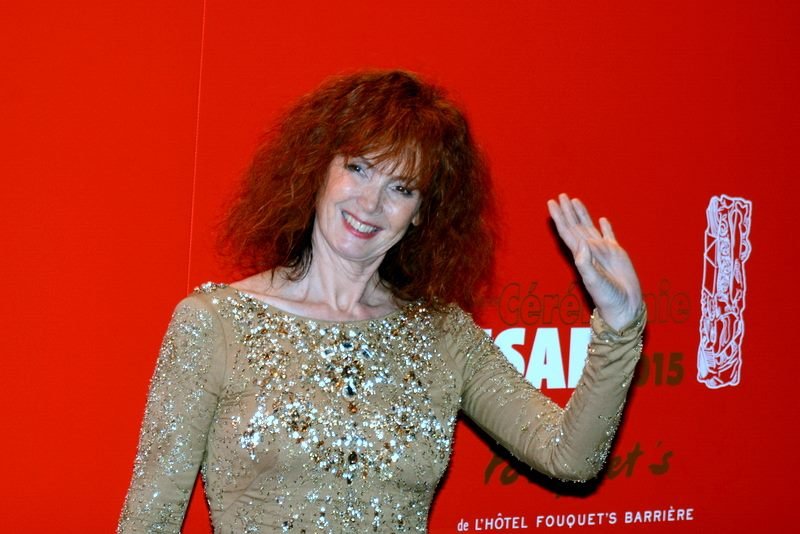
Sabine Azéma

Mit der Caméra d’Or („Goldene Kamera“) wird seit 1978 der beste Debütfilm eines Regisseurs ausgezeichnet, unabhängig in welcher Sektion dieser vertreten ist. Präsidentin der internationalen Jury ist 2015 die französische Schauspielerin Sabine Azéma. Unterstützt wird sie von den Jurymitgliedern Delphine Gleize (Regisseurin), Melvil Poupaud (Schauspieler), Claude Garnier (Kamerafrau), Didier Huck (Vertreter der Filmwirtschaft), Yann Gonzalez (Regisseur) und Bernard Payen (Filmkritiker).

## Preisträger
Wettbewerb
- Goldene Palme für den besten Film: Dämonen und Wunder (Dheepan) – Regie: Jacques Audiard
- Großer Preis der Jury: Son of Saul (Saul fia) – Regie: László Nemes
- Preis der Jury: The Lobster – Regie: Giorgos Lanthimos
- Beste Regie: Hou Hsiao-Hsien – The Assassin (Cìkè Niè Yǐnniáng)
- Beste Darstellerin: Emmanuelle Bercot – Mein ein, mein alles (Mon roi) und Rooney Mara – (Carol)
- Bester Darsteller: Vincent Lindon – Der Wert des Menschen (La loi du marché)
- Bestes Drehbuch: Michel Franco – Chronic

Kurzfilmwettbewerb
- Goldene Palme für den besten Kurzfilm: Waves ’98 (Moug ’98) – Regie: Ely Dagher

Goldene Kamera
- Goldene Kamera für den besten Debütfilm: La tierra y la sombra – Regie: César Augusto Acevedo

Un Certain Regard
- Hauptpreis: Sture Böcke (Hrùtar) – Regie: Grímur Hákonarson
- Preis der Jury: Zvizdan – Regie: Dalibor Matanić
- Spezialpreis „Un Certain Talent Prize“: Der Schatz (Comoara) – Regie: Corneliu Porumboiu
- Beste Regie: Kiyoshi Kurosawa – Kishibe no tabi (Journey to the Shore)
- „Promizing Future Prize“: Masaan (Fly Away Solo) – Regie: Neeraj Ghaywan und Nahid – Regie: Ida Pananandeh

Cinéfondation
- 1. Preis: Share – Regie: Pippa Bianco
- 2. Preis: Locas perdidas – Regie: Ignacio Juricic Merillán
- 3. Preis: The Return of Erkin (Woswraschtschenije Erkin) – Regie: Maria Guskowa und Victor XX – Regie: Ian Garrido López

Semaine de la critique
- „Grand Prix Nespresso de la Semaine de la Critique“:
- „France 4 Visionary Award“:
- „Prix SACD“:
- „Grand Prix Canal+“ für den besten Kurzfilm:

Quinzaine des réalisateurs
- „Art Cinema Award“:
- „Prix SACD“:
- „Label Europa Award“:
- Illy-Preis für den besten Kurzfilm:
- Lobende Erwähnung:

Weitere Preise
- „Prix Vulcain de l’artiste technicien“: Tamás Zányi – Son of Saul
- Preis der Ökumenischen Jury:
- Lobende Erwähnung der Ökumenischen Jury:
- FIPRESCI-Preis für den besten Wettbewerbsfilm:
- FIPRESCI-Preis für den besten Film der Sektion „Un Certain Regard“:
- FIPRESCI-Preis für den besten Film aus einer Nebenreihe: